# Danmarks infrastruktur
Danmarks infrastruktur er veludbygget og generelt i god stand[kilde mangler]. Landets infrastruktur er domineret af almindelige landeveje, motorveje, et tognet med to primære togselskaber, DSB og Arriva. Der findes fem internationale lufthavne i Danmark med Kastrup Lufthavn og Billund som de primære. Der transporteres over 200 mio. ton gods med start og slutdestination i Danmark, hvilket svarer til 35.000 kilo for hver eneste dansker. Lastbiler er oftest den del af tranportkæden, der leverer godset til den endelige destination og dominerer derfor den danske godstransport. Lastbiler står for ca. 80 pct. af den samlede godstransport, skibe og færger står for ca. 19 pct., mens jernbanen står for kun ca. 1 pct.

## Jernbaner
Danmarks jernbaner består af mere end 2.000 km sporlegemer, hvor S-tog-strækningerne og strækningen mellem Helsingør-København-Padborg samt Kolding - Esbjerg er elektrificeret. Den primære transport består i passagertog, men der transporteres også en del gods mellem Tyskland og Sverige. Vedligeholdsesarbejdet af skinner og stationer foretages af det statsejede Banedanmark. De to primære selskaber af togdrift i Danmark er Arriva og DSB. Derudover findes der en række lokalbaner rundt omkring i landet.
Efter år 2000 har der været større problemer med Banedanmarks vedligeholdelse af skinnenettet. Togtrafikken har været ramt af forsinkelser på grund af ælde, som resulterer i ødelagte sveller og skinner, der udvider sig om sommeren. En større renovering af skinnenettet er sat i gang.

## Lufthavne
Danmark har 11 lufthavne Københavns Lufthavne, Billund Lufthavn, Aalborg Lufthavn, Esbjerg Lufthavn, Århus Lufthavn, Odense Lufthavn, Thisted Lufthavn, Roskilde Lufthavn, Sønderborg Lufthavn, Karup Lufthavn og Stauning Lufthavn.

## Vejnet
De større veje i Danmark, der forbinder landsdele og byer, er opdelt i europaveje, primærruter og sekundærruter. De største byer har en eller flere ringveje, der leder trafikken uden om byen.

### Motorveje
Danmark er et af de lande i verden med mest motorvej pr. indbygger.
Motorvejsnettet i Danmark består primært af det såkaldte store H, der går fra Rødby – Helsingør, Esbjerg – København og Padborg – Hirtshals. Det store H stod færdigt efter 57 års arbejde i slutningen af 2007. Der er motorvejsstrækninger ud over det store H – herunder bl.a. Motorring 4 og Lyngbymotorvejen i København, Svendborgmotorvejen på Fyn og Herningmotorvejen i Jylland.

## Skibsfart
Skibsfart har historisk udgjort en stor del af Danmarks infrastruktur. Men efterhånden, som der er bygget flere og flere broer, har skibsfarten fået mindre betydning. Fra en del danske øer er der dog stadig kun forbindelse via færger. Dette gælder især Bornholm, hvor Bornholmstrafikken forbinder øen med færger mellem Køge og Rønne.
Der er stadig færgeforbindelser mellem landsdelene, selvom de er forbundet med Lillebæltsbroerne og Storebæltsbroen. Mellem Sjælland og Jylland sejler Molslnjen til Aarhus fra Kalundborg og Sjællands Odde. Fra Sjællands Odde sejles der også til Ebeltoft på Djursland. Fra Fyn har Scandlines forbindelse til både Jylland og Sjælland. Forbindelsen til Jylland går via en forbindelse over Als med færgeruten Bøjden-Fynshav, mens Sjælland forbindes med en færgerute mellem Langeland og Lolland-Falster, der sejler mellem Spodsbjerg og Tårs.

## Behov for udvidelser
Væksten i trafikken øger behovet for velfungerende infrastruktur. Infrastukturkommissionen har i 2007 lavet fremskrivninger, der viser en vækst i trafikken på statsvejene på 70% frem til 2030. De trafikale udfordringer koncentrerer sig især om området omkring København og i Østjylland, hvor de mest tydelige kapacitetsproblemer er ved Vejle Fjord og Lillebælt.
Fsva. jernbanen er der først og fremmest behov for større kapacitet mellem Ringsted og København. De seneste år har flere løsninger været vurderet, og det er nu et valg mellem et ekstra spor mellem Hvidovre og Høje Tåstrup (5. sporsløsningen) eller en ny jernbanelinje fra København via Køge til Ringsted (nybygningsløsningen). Seks danske kommuner er gået sammen om en plan for jernbanen, der skal skabe hurtigere tog mellem storbyerne fra 2017. Dette 6-by-samarbejde ønsker, at rejsetiden fra Odense til hhv. København, Aarhus og Esbjerg samt mellem Århus og Aalborg skal ned på en time. Timemodellen, som planen kaldes, indebærer også, at rejsetiden mellem Randers og Aalborg skal ned på en halv time. Timemodellen bliver nu flere steder betragtet som et successkriterium for investeringer i jernbanen, og sammen med et nyt signalsystem blev timemodellen i januar 2009 grundlaget for en bred politisk aftale om de fremtidige investeringer for jernbanen.
I forbindelse med infrastrukturkommissionens arbejde blev der udarbejdet tre forslag på samlede løsninger på udfordringerne ved Vejle Fjord og Lillebælt for både biler og jernbanen:
1. En ny motorvejsbro parallelt med den eksisterende "Ny Lillebæltsbro" nord for Middelfart samt en ny kombineret motorvejs- og jernbanebro over Vejle Fjord, der skal skabe en forbindelse mellem Børkop og Hedensted Syd. Denne løsning vil med en række opgraderinger af skinnerne gøre det muligt for toget at køre fra København til Århus på 2 timer.
2. En ny kombineret motorvejs- og jernbanebro mellem Bogense på Fyn og Juelsminde i Jylland. Der vil dermed kunnes bygges en nærmest direkte motorvejs- og jernbaneforbindelse mellem Horsens og Odense, hvorved trafikken ledes nord om Vejle. Denne løsning gør det det muligt for toget at køre fra København til Århus på 1½ time.
3. En ny motorvejsbro over Lillebælt, der får trafikken syd om Middelfart og Kolding. Denne løsning kræver en ny midtjysk motorvej, der skal gå vest om Vejle via Viborg til Støvring. Denne motorvej er i den efterfølgende debat blevet kaldt Hærvejsmotorvejen.[8] Herudover skal der bygges en jernbanebro over Vejle Fjord.